# Dulun-Boldaq
Dulun-Boldaq (en mongol: Дэлүүн Болдог, en ruso: Делюн-Болдок) es el nombre del valle que se encuentra entre Mongolia y la Rusia asiática. Es la cuna de Gengis Kan. 
De acuerdo con la Historia secreta de los mongoles, Genghis Khan nació en el siglo XII en el valle Delyun-Boldok. Por el contrario este lugar se localiza según algunos científicos rusos, 8 kilómetros al norte de la actual frontera ruso-mongola Por otra parte científicos mongoles (O. Zhamyan, Inzhinnash, X. Perlee, C. Dorzhsuren) creen que Genghis Khan nació en el curso superior del río Onon, cerca del río Baldzhin.